# Дъ Шин
„Дъ Шин“ (на английски: The Shin) е грузинско джаз трио, сформирано в Германия през 1998 година. Името на триото на грузински (შინ) означава „пътят към вкъщи“, което свидетелства за целта на музиката им. Изпълняват джаз и етно джаз, но определят своя стил като „иберо-кавказки джаз“, съчетаващ импровизации, народна музика и грузински вокали.
В своята родина „Дъ Шин“ са една от най-известните джаз групи. От 1994 година живеят и работят в Германия (с изключение на Мамука Гаганидзе, присъединил се през 2002 година), а самата група е сформирана четири години по-късно. Участват на джаз фестивали в над 30 страни и получават редица награди. През 1992 година Заза Миминошвили е признат за най-добър джаз китарист на Грузия.
Членовете на групата са написали музиката към някои постановки на Тбилиския държавен театър, както и за филмови, телевизионни и радио продукции във и извън родна Грузия. Сътрудничат си с върхови имена в изкуството, сред които Гия Канчели, Роберт Стуруа, Хорхе Пардо, Джора Файдман, Чака Кан, Ранди Брекър, Окай Темиз, българина Теодосий Спасов и други.
За следващите няколко години издават два албума – „Es Ari“ и „Black Sea Fire“ (2009). Другите албуми от дискографията им са „Tseruli“ (1999), „Ibero-Caucasian Style“ (2003), „Manytimer“ (2005), „EgAri“ (2006) и „Extraordinary Exhibition“ (2013).
Заедно с певицата Марико Ебралидзе представят Грузия на песенния конкурс „Евровизия 2014“, проведен в Копенхаген.